# Pfarrkirche Thiersee-Landl

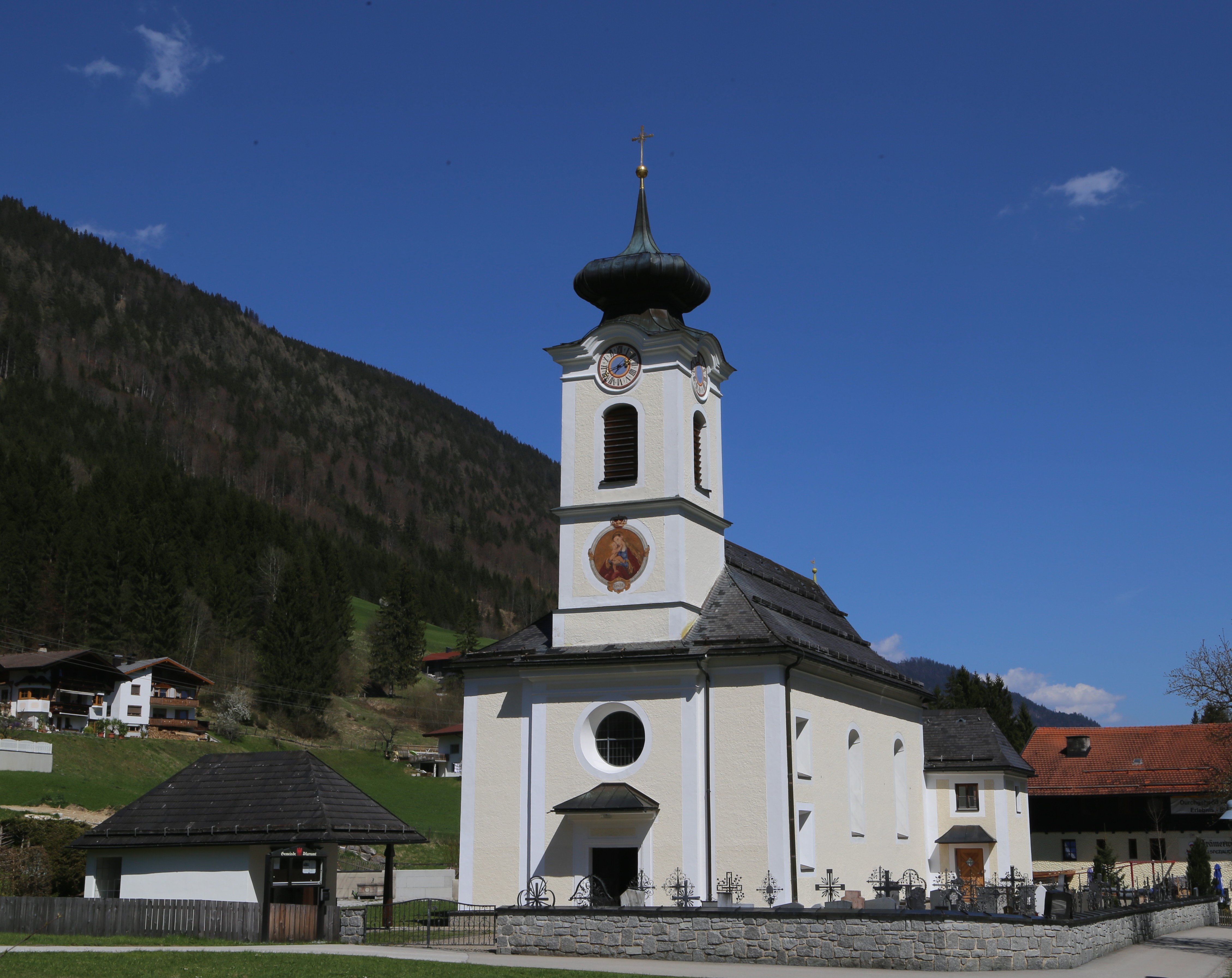
Katholische Pfarrkirche Mariahilf in Landl/Thiersee

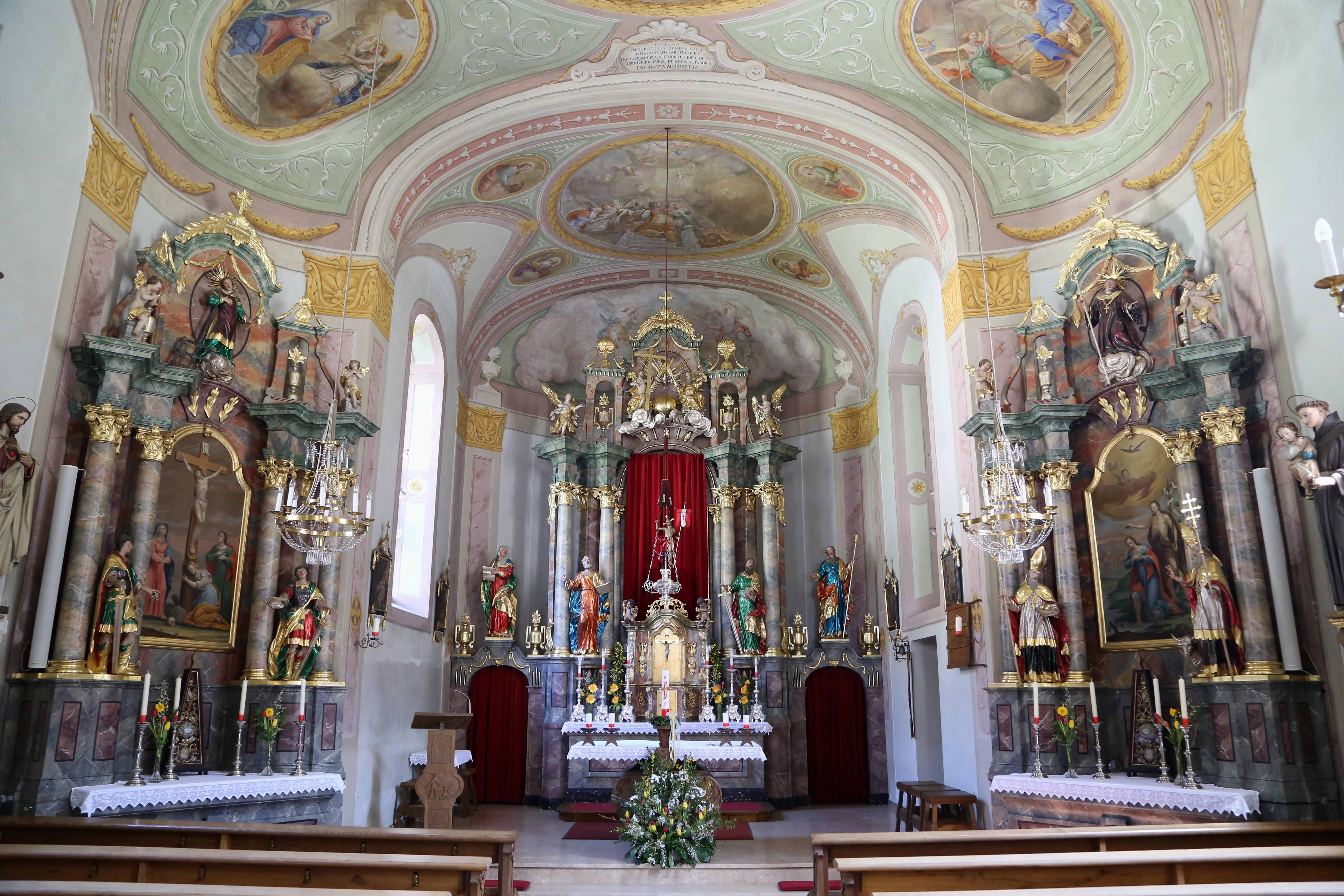
Langhaus, Blick zum Chor

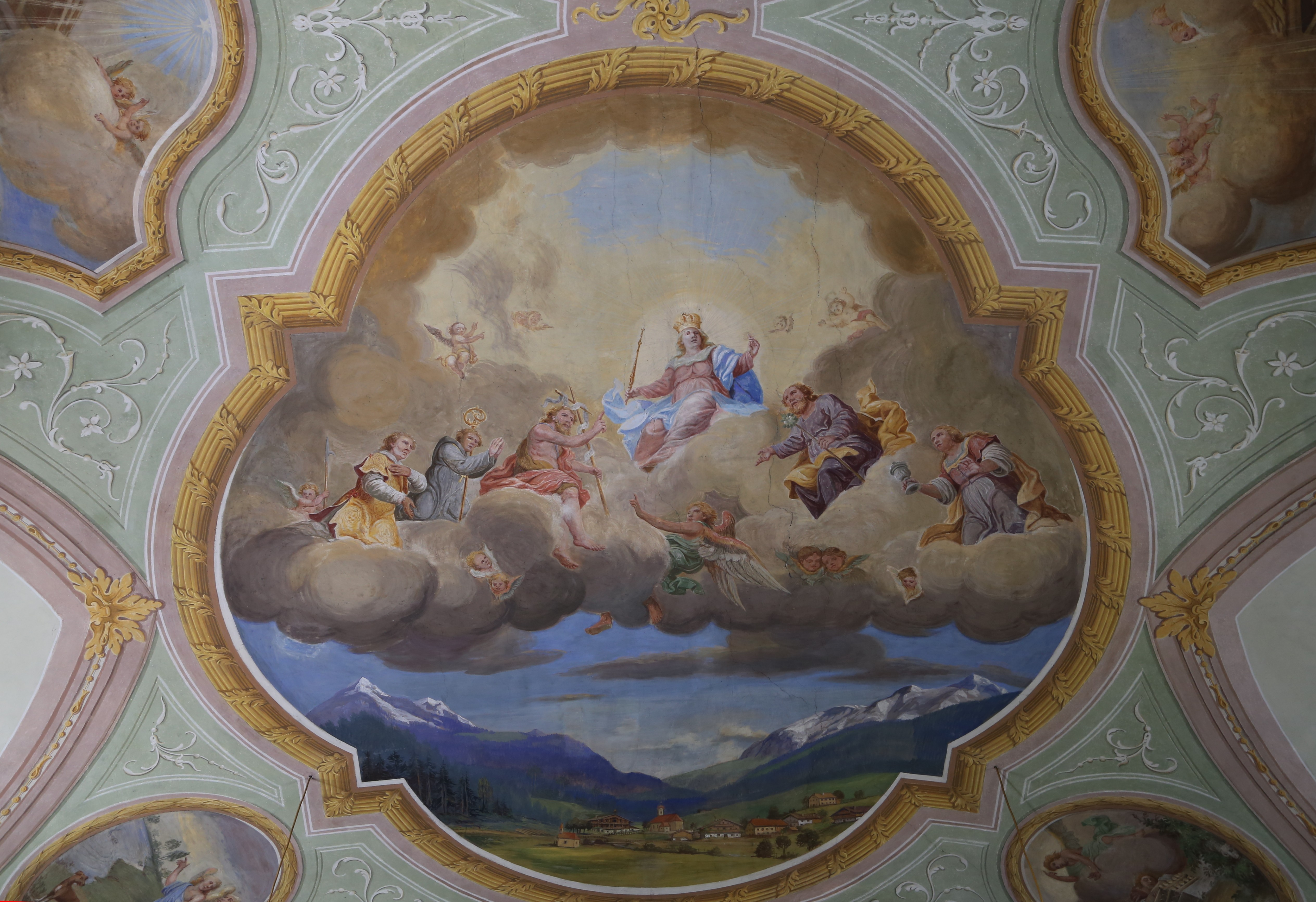
Deckenmalerei

Die Pfarrkirche Thiersee-Landl steht in der Ortschaft Landl in der Gemeinde Thiersee im Bezirk Kufstein im Bundesland Tirol. Die auf das Fest Mariahilf geweihte römisch-katholische Pfarrkirche gehört zum Dekanat Kufstein der Erzdiözese Salzburg. Die Kirche und der Friedhof stehen unter Denkmalschutz (Listeneintrag).

## Geschichte
Der spätbarocke Kirchenbau aus 1794/1795 wurde 1824 geweiht und 1891 zur Pfarrkirche erhoben.

## Architektur
Das Langhaus unter einem im Westen abgewalmten Satteldach hat einen eingestellten leicht vorspringenden Turm in der Westfront. Der Turm hat ein mit einem Gesims abgesetztes Glockengeschoß mit korbbogigen Schallöffnungen und trägt einen gedrückten Zwiebelhelm. Der eingezogene polygonal schließende Chor hat querovale Fenster.
Das Kircheninnere zeigt sich mit einem Langhaus unter einer Flachtonne und zwei Fensterachsen, der einjochige Chor schließt mit einem Dreiachtelschluss. Die Deckenmalereien malte Sebastian Anton Defregger 1817, im Chor Mariä Geburt und die Vier Evangelisten, im Langhaus Verkündigung, ein Engel erscheint Josef, Anbetung der Hirten, Anbetung der Könige, Mariä Himmelfahrt, Himmelskönigin mit Ansicht von Landl, Medaillons Schutzengel und Abraham opfert Isaak.

## Ausstattung
Die Einrichtung entstand im ersten Viertel des 19. Jahrhunderts, barockisierend mit Empire-Elementen, die Altarbilder malte Sebastian Anton Defregger. Der Hochaltar zeigt das Altarbild Mariahilf und trägt die Statuen Anna, Joachim, Peter und Paul. Der linke Seitenaltar zeigt das Bild Kreuzigung und trägt die Statuen der Wetterheiligen Paulus und Johannes. Der rechte Seitenaltar zeigt das Bild Taufe Christi und trägt die Statuen Nikolaus und Silvester.
Die Orgel baute Franz Mauracher 1921.